# Ленинаван (хутор)
Ленинава́н (арм. Լենինավան) — хутор в Мясниковском районе Ростовской области.
Входит в состав Краснокрымского сельского поселения.

## География
Хутор расположен по берегам балки Калмыцкой (приток Сухого Чалтыря). Находится на северо-западе от Ростова-на-Дону.

## История
Хутор появился в 1922—1927 годах как коммуна Ленинаван (Волна революции).

## Население
| 2010 |
| ---- |
| 1741 |

По данным Всероссийской переписи населения 2002 года в Ленинаване проживали 1364 человека, преобладающая национальность — армяне (81 %).

## Улицы
| - ул. Абовяна, - ул. Байкальская, - ул. Береговая, - пер. Газетный, - ул. Дружбы, - ул. Дачная, - ул. Кавказская, - ул. Кавказская 2-я, | - ул. Каштановая, - ул. Кедровая, - ул. Кольцевая, - ул. 1-я Кольцевая, - ул. Ленина, - ул. Лесная, - ул. Мартироса Сарьяна, - ул. Майская, - ул. Мира, | - ул. Мясникяна, - ул. Набережная, - ул. Невская, - ул. Насосная, - ул. Озёрная, - ул. Ольховая, - ул. Орджоникидзе, - ул. Ореховая, | - ул. Парковая, - ул. Садовая, - ул. Садовое кольцо, - пер. Согласия, - ул. Хатламаджияна, - ул. Шаумяна, - ул. Ясеневая. - 4-я Линия |

## Известные уроженцы
- Хатламаджян Сейран Ованесович (1937—1994) — советский и армянский живописец, график и общественный деятель[5].
- Давид Арменакович Сарабашян (1981) — российский серийный убийца и насильник армянского происхождения.